# Mimi Schwartzkopf
Mathilde Minona Marie (Mimi) Schwartzkopf (født 30. januar 1851 i København, død 29. december 1932 i  København) var en dansk maler. Hun var gift med forfatteren Karl Larsen.
Schwartzkopf var datter af Minona Bianca Malvina Hostrup-Schultz og Christian Friedrich Schwartzkopf.
Faren var kontorchef i Kultusministeriet og etatsråd. 
Mimi Schwartzkopfs slægt er ført tilbage til Anne Arence Huulegaard, født 1743, og hørkræmmer og værtshusholder Rasmus Riber, født 1731.
Schwartzkopf malede især figurer og blomster, og hun var med på flere af tidens udstillinger, men opgav at male, da hun blev gift.

## Kunstnerisk virke
Tidligt i sin karriere (1880-81) opholdte Mimi Schwartzkopf sig i Paris hvor hun boede hos den franske kunstner Paul Gauguin og hans danske hustru Mette Gad. Hun har sandsynligvis modtaget undervisning i denne periode af Gauguin, som netop i 1880 udstillede på Den Sjette Impressionistudstilling i Paris. Derudover modtog hun undervisning af E. Barrias og G. Courtois. Schwartzkopf blev altså tidligt eksponeret for den franske avantgarde indenfor maleriet, hvilket kom stærkt til udtryk i hendes kunst. Hun arbejdede med en penselføring, der opløste motivet i enkeltstrøg i tråd med tidens franske impressionisme. 
I forbindelse med Juleudstillingen på Charlottenborg i 1883 fik hendes egne værker stor ros i den danske presse. Jyllandsposten skrev bl.a. følgende om Schwartzkopf: "føre[r] Penslen med en næsten hensynsløs Flothed", som giver "Indtryk af noget fornøjeligt Frisk og Beaandet."
Tilbage i København var hun elev hos kunstner og senere museumsdirektør Pietro Krohn.
Da hun i 1892 blev gift og fik barn med forfatteren Karl Larsen, opgav hun imidlertid at male, men fortsatte med at udstille sine værker. Bl.a. på Verdensudstillingen i Chicago i 1893 og Kvindernes Udstilling i København i 1895, nu under navnet Mimi Larsen.
| - Værker af Mimi Schwartzkopf - Portræt af modellen Madam Ullebølle, 1882 - Portræt af en kone i traditionel hovedbeklædning (ukendt dato) - Opstilling med hvide krysantemum i en vase (ukendt dato) |

## Udvalgte udstillinger
- 1883: Nordisk Kunstudstilling, København
- 1884, 1889: Charlottenborg, København
- 1893: Verdensudstillingen, Chicago
- 1895: Kvindernes Udstilling, København
- 1920: Kvindelige Kunstneres retrospektive Udstilling, Den Frie Udstillingsbygning, København.[3]